# Siniša Škarica
Siniša Škarica (Šibenik, 22. veljače 1946.), hrvatski je producent i glazbeni urednik.
Jedan je od začetnika hrvatske rock glazbe i bio je član sastava iz 1960-ih, VIS Magneti i Mi. Od 1974. godine radi u diskografskoj kući Jugoton (danas Croatia Records), kao urednik naklade. 2005. godine izdaje knjigu pod nazivom "Kad je rock bio mlad (Priča s istočne strane 1956. – 1970.), u kojoj je uspio skupiti čitavu hrvatsku glazbu iz tog vremena na jednom mjestu.
U kolovozu 2017. u izdanju Croatia Recordsa objavljuje prvu od tri knjige "Tvornica glazbe - Priče iz Dubrave" https://www.facebook.com/skarica.tvornicaglazbe/

## Životopis
Siniša Škarica rođen je 22. veljače 1946. godine u Šibeniku. Gimnaziju je završio u rodnom gradu, a diplomirao je pravo u Zagrebu 1974. Dok je pohađao srednju školu svirao je solo gitaru, te je 1962. godine sa svojim vršnjacima osnovao prvi rock sastav u Dalmaciji, VIS Magneti. 1965. godine prelazi u sastav Mi, koji je nastao spajanjem dvije tinejdžerske skupine, Mjesečari i Magneti, a Škarica u njemu svira bas-gitaru. Već sljedeće godine jedan su od najpopularnijih R&B i soul ansambla, te tijekom sljedećih godina postaju vodeća skupina na plesnim i koncertnim prostorima bivše države. Sredinom 1960-ih godina kada su bili na vrhu svoje popularnosti snimaju za diskografsku kuću Jugoton (danas Croatia Records), svoje velike uspješnice "Dijana"/"Sjećanja", "Bam bam baba lu bam"/"Ljubav ti više nije tako važna" i "La la la"/"Jednog od ovih dana".
1969. godine u kategoriji pop sastava, osvajaju prvo mjesto ispred beogradske Korni grupe i sastava Silueta, prema anketi zagrebačkog tjednika za glazbu, kulturu i umjetnost mladih, "Pop express", a sljedeće 1970. u glasovanju beogradskog časopisa "Mladost", zauzimaju treće mjesto iza Korni grupe i sarajevskih Pro artea. Krajem i početkom sedamdesetih, Škarica piše za časopis "Pop express" o aktualnostima na domaćoj glazbenoj sceni. 1972. godine radi kao DJ u Šibeniku i autor je nekoliko skladbi za sastav Miovce (koji prestaju s djelovanjem 1971. godine).
Nakon što je 1974. godine diplomirao pravo na zagrebačkom fakultetu zaposlio se u Jugotonu kao urednik naklade. Od 1974. do 1980. godine u popularnoj emisiji Radio Zagreba "Rock fokus", javlja se kao glazbeni recenzent, piše za glazbene stranice časopisa "Studio", te uređuje glazbeni prilog tinejdžerskog tjednika "Tina". Prvi je urednik Jugotonove pop-rock redakcije i uz njegovo ime se veže pojava novog vala, koje je bilo najuspješnije razdoblje domaće rock diskografije. Također je bio najzaslužniji za promoviranje brojnih novovalnih sastava u bivšoj Državi i njihovih albuma, koje je objavljivao Jugoton. 1985. godine postaje glavni i odgovorni urednik i direktor programa, a u 1990-ma kada Jugoton postaje Croatia Records, pokrenuo je podetiketu 'Perfekt Music', koja se bavi hrvatskom glazbenom baštinom. U autorskom izdanju "Kad je rock bio mlad", urednik je ploča Crvenih koralja, Bijelih strijela, Matta Collinsa, te prvoga izdanja 'Perfekt Musica', Zvuk osamdesetih iz 1997. godine, prodanog u više od 80 tisuća primjeraka.
Nakon 23 godine napušta izdavačku kuću Croatia Records i utemeljuje nakladnika HRT-a, Orfej, te postiže rekordnu prodaju projekata Petra Graše i Olivera Dragojevića. Kao pomoćnik Predsjednika uprave za program u Croatia Records vraća se 1999. godine, a glazbeno se ponovno aktivira obnavljanjem Grupe Mi (Šibenski festival šansone 2002., Tvornica 2003. godine). 
Siniša Škarica bio je predsjednikom Hrvatske diskografske udruge, član je Hrvatske glazbene unije i predsjednik je Instituta hrvatske glazbene industrije.

## Nagrade
Siniša Škarica višestruki je dobitnik diskografske nagrade Porin:
- 1995. - za najbolji povijesni album izvorne snimke - Kad je rock bio mlad, izvođači: Bijele strijele
- 1995. -  za najbolje ponovno izdanje 16 izvornih snimaka - Kad je rock bio mlad, izvođač: Matt Collins
- 2000. - za najbolji tematsko-povijesni album Čovjek kao ja, Arsena Dedića
- 2001. - za najbolji tematsko - povijesni album Kino Sloboda, Arsena Dedića
- 2002. - za tematsko povijesni album Pjeva vam Ivo Robić - Izvorne snimke 1949-1959, izvođač: Ivo Robić
- 2002 - Porin za poseban doprinos hrvatskoj diskografskoj industriji.

## Vanjske poveznice
- Nacional.hr  Arhivirana inačica izvorne stranice od 17. travnja 2010. (Wayback Machine) - Intervju sa Sinišom Škaricom